# كهف المراكب
كهف المراكب (بالإنجليزية: Boathoist Cave)‏ هو كهف يقع ضمن أقاليم ما وراء البحار البريطانية في منطقة جبل طارق التابعة للتاج البريطاني.